# Усть-Балей
Усть-Балей — посёлок в Иркутском районе Иркутской области России. Входит в состав Усть-Балейского муниципального образования. Находится примерно в 44 км к северо-западу от районного центра.

## Население
| 2002 | 2010 | 2011 | 2012 |
| ---- | ---- | ---- | ---- |
| 263  | ↗306 | ↗308 | ↗310 |

По данным Всероссийской переписи, в 2010 году в посёлке проживало 306 человек (163 мужчины и 143 женщины).